# Hercule et Antée (Antonio Pollaiolo, Bargello)
Le Hercule et Antée (en italien, Ercole e Anteo) est un bronzetto d'art renaissance réalisé par Antonio Pollaiolo en 1475 environ. L'œuvre haute de 45 cm est conservée au Musée national du Bargello de Florence.

## Thème
Hercule défia le géant Antée, fils de Gaïa, qu'il rencontre pendant sa quête des pommes d'or du jardin des Hespérides : le héros le souleva car à chaque fois que le héros le projetait sur le sol le géant refaisait ses forces par contact avec la terre, affaibli ainsi il fut étouffé.